# Ојл Спрингс (Онтарио)
Ојл Спрингс (енгл. Oil Springs) је село у Канади у покрајини Онтарио. Према резултатима пописа 2011. у селу је живело 704 становника.

## Становништво
Према резултатима пописа становништва из 2011. у граду је живело 704 становника, што је за 1,8% мање у односу на попис из 2006. када је регистровано 717 житеља.
| 2006. | 2011. |
| ----- | ----- |
| 717   | 704   |